# Monica Lovinescu
Monica Lovinescu (Bucarest, 19 novembre 1923 – Parigi, 20 aprile 2008) è stata una giornalista, scrittrice, critica letteraria e commentatrice radio romena, figlia del critico Eugen Lovinescu.

## Biografia
Laureata presso l'Università di Bucarest, esordì con alcune novelle e schizzi nella rivista "Vremea". In seguito lavorò come critico teatrale per la rivista "Democrația" e pubblicò pagine di prosa sulla "Revista Fundaţiilor Regale".
Dopo l'instaurazione del regime comunista in Romania, nel settembre del 1947 si rifugiò in Francia, dove lavorò come borsista dello Stato francese e, nei primi giorni del 1948, chiese asilo politico. Scrisse numerosi articoli e studi sulla letteratura romena e sull'ideologia comunista in Romania, pubblicando nelle riviste: "East Europe", "Kontinent", "Preuves", "L'Alternative", "Les Cahiers de l'Est", "Temoignages", "La France Catholique".
A Monica Lovinescu si deve la compilazione della "Storia del teatro romeno" in "Histoire des spectacles" (Pléiade, Ed. Gallimard, 1965). Tradusse opere romene con gli pseudonimi Monique Saint-Come e Claude Pascal. Collaborò dall'esilio ai periodici letterari romeni: "Luceafărul", "Caiete de dor", "Fiinţa românească", "Ethos", "Contrapunct", "Dialog", "Agora".
Dal 1951 al 1974, collaborò alla trasmissione in lingua romena della Radiodiffusione Francese, nonché presso la redazione centrale delle trasmissioni per l'Europa dell'Est. A partire dagli anni Sessanta, lavorò a Radio Europa Libera, dove tenne due trasmissioni settimanali: "Attualità culturale romena" e "Tesi e Antitesi a Parigi", programmi che hanno avuto un'influenza forte e penetrante nella vita culturale della Romania, Paese che il regime comunista teneva all'oscuro degli eventi culturali e politici dell'Occidente.
Parte delle recensioni letterarie trasmesse in radio da Monica Lovinescu sono state pubblicate nel volume Unde scurte (Onde corte) (Ed. Limite, Madrid, 1978). Per l'intera attività di giornalista e critico letterario, Monica Lovinescu è stata insignita del Diploma d'Onore 1987 da parte della "Accademia Romeno-Americana di Scienza e Arte". Dal 1990, l'editrice Humanitas ha iniziato a pubblicare i suoi libri, il diario e gli studi ed articoli letti in radio a Europa Libera.
Monica Lovinescu è deceduta nel 2008, all'età di 84 anni, in un ospedale nei pressi di Parigi e in occasione del centenario della nascita il programma di Radio Romania Internazionale "Pagine di storia" ha raccontato il profilo completo di una giornalista di Radio Europa Libera.

## Opere
- Unde scurte. I (Ed. Limite, Madrid, 1978)
- Unde scurte (Ed. Humanitas, 1990)
- Întrevederi cu Mircea Eliade, Eugen Ionescu, Ştefan Lupaşcu şi Grigore Cugler (Ed. Cartea Românească, 1992)
- Seismografe. Unde scurte II (Ed. Humanitas, 1993)
- Posteritatea contemporană. Unde scurte III (Ed. Humanitas, 1994)
- Est-etice. Unde scurte IV (Ed. Humanitas, 1994)
- Pragul. Unde scurte V (Ed. Humanitas, 1995)
- Insula Şerpilor. Unde scurte VI (Ed. Humanitas, 1996)
- La apa Vavilonului. I (Ed. Humanitas, 1999)
- La apa Vavilonului. II (Ed. Humanitas, 2001)
- Diagonale (Ed. Humanitas, 2002)
- Jurnal 1981–1984 (Ed. Humanitas, 2003)
- Jurnal 1985–1988 (Ed. Humanitas, 2003)
- Jurnal 1990–1993 (Ed. Humanitas, 2003)
- Jurnal 1994–1995 (Ed. Humanitas, 2004)
- Jurnal 1996–1997 (Ed. Humanitas, 2005)
- Jurnal 1998–2000 (Ed. Humanitas, 2006)
- Cuvântul din cuvinte, (Ed. Humanitas, 2007)
- La apa Vavilonului, volume unico (Ed. Humanitas, 2008)
- Etica neuitării. Eseuri politico-istorice (Ed. Humanitas, 2008)